# Луїс Моліна (регбіст)
Луїс Енріке Моліна (ісп. Luis Enrique Molina; 3 листопада 1959) — колишній аргентинський регбіст.

## Життєпис
Спортивну кар'єру розпочав у 1978 році в «Tucumán Lawn Tennis Club», у складі якого виграв чотири титули в Першому аргентинському дивізіоні. З 1982 року виступав за «Los Tarcos Rugby Club».
Також зіграв 12 матчів за збірну команду Аргентини. Тричі, у 1985, 1987 і 1989 роках, вигравав чемпіонат Південної Америки з регбі.